# محافظة الخرج

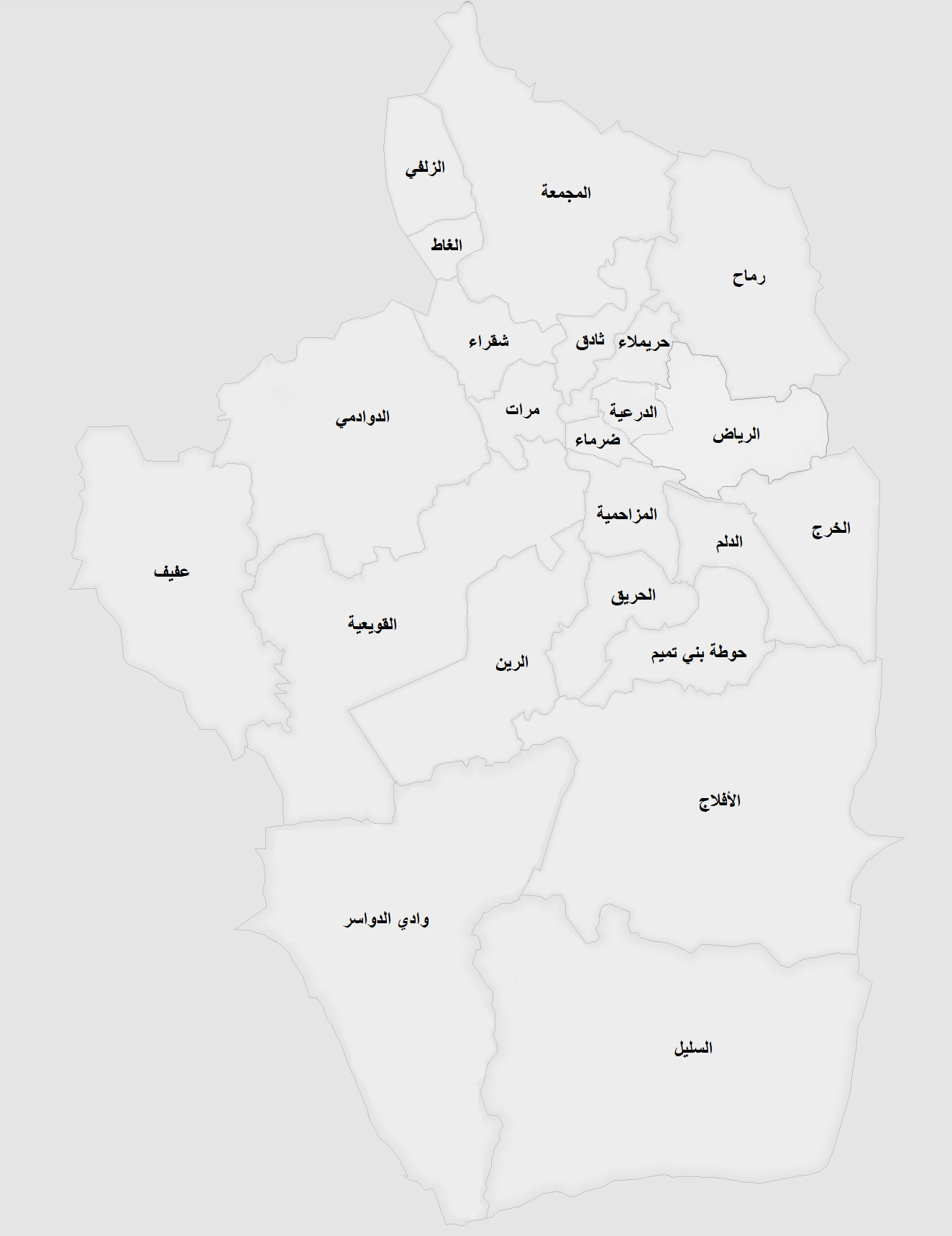
موقع الخرج بالنسبة لمنطقة الرياض.

محافظة الخرج هي إحدى المحافظات الهامة في المملكة العربية السعودية، وتقع في جنوب شرق العاصمة الرياض، وتبلغ مساحتها نحو 1020 كلم2، ويبلغ عدد سكانها (373,177) نسمة، حسب تعداد السعودية 2022، ويقع المقر الإداري للمحافظة في مدينة السيح التي تحتضن قصر الملك عبدالعزيز التاريخي “قصر مشرف”.

## التسمية
الخرج في اللغة هو الوادي الذي لا منفذ له وهذا يصدق على هذه المحافظة الهامة حيث أن الأودية التي تصب فيها تتجه شرقاً في روضة السهباء وتحجزها رمال الدهناء، والخرج على زنته أيضاً المراد به الغلة مما يخرج من الأرض ومنه قول الله: (أم تسألهم خرجاً فخراج ربك خير).. والخراج هو ما ينطبق على الخرج فهي منطقة زراعية منذ أقدم العصور، والتسمية قديمة منذ عهد جديس حيث يقول شاعر الملك الحميري أسعد أبي كرب الأوسط:
ويقول الشاعر عبيد بن الأبرص الذي عاش في العصر الجاهلي وهو من أصحاب المعلقات:
هذا إلى جانب الاسم القديم جو وينسب إلى الخضرمة أو الخضارم فيقال الخضرمة «جو الخضارم».... قال الأعشى بن قيس عند قدومه إلى هوذة بن علي الحنفي:
المصدر / التعليقات والنوادر لأبي علي الهجري

## توجيه من إمارة منطقة الرياض
شرعت وزارة النقل مؤخراً في تصحيح اللوحات الإرشادية على الطرق المؤدية لمدينة السيح، ضمن الحدود الإدارية لمحافظة الخرج وتشمل مداخل مدينة السيح، وطريق الرياض السريع، وطريق الرياض القديم، وطريق حرض، وطريق السيح الدلم، وذلك تنفيذاً للتوجيهات الصادرة من إمارة منطقة الرياض بهذا الشأن التي تؤكد ضرورة الالتزام بإطلاق اسم (مدينة السيح) تمشياً مع الاسم الصحيح لهذه المدينة الذي أطلقه موحد هذه البلاد الملك عبد العزيز وذلك في عام 1356هـ.
وجاء هذا التوجيه بسبب تنامي الخطأ الشائع في المكاتبات الرسمية من تغييب اسم (مدينة السيح) العاصمة الإدارية لمحافظة الخرج و( مقر ديوان المحافظة) ، حيث لوحظ تسمية هذه المدينة باسم (مدينة الخرج) وهذا خطأ شائع، في حين أن اسم «الخرج» يشمل جميع أجزاء المحافظة بكافة مدنها ومراكزها وقراها بما فيها (مدينة السيح).

## المناخ
المناخ قاري حار صيفًا باردٌ جافْ شتاءً قليل الأمطار يتحسن الجو ليلا منتصف شهر سبتمبر حتى يشتد البرد شهر ديسمبر ويناير ومتوسط درجة الحرارة العظمى بالشتاء 18 والصغرى 5 أما الصيف فمتوسط درجة الحرارة العظمى 48 والصغرى 31.

## الجغرافيا
تصب في الخرج العديد من الأودية من أهمها وادي حنيفة ووادي الحنية ووادي السهباء، وتشتهر الخرج بوجود العيون وأهمها عيون السيح وهي تجويفات داخل الأرض التي تشهد العيون خلال فترة الصيف إقبالا من قبل الزوار الذين يفدون إليها من داخل وخارج المملكة وخصوصاً من مواطني دول مجلس التعاون الخليجي.
وتتميز عيون السيح منذ زمن طويل بمياهها الباردة خلال فصل الصيف والدافئة خلال الشتاء، حيث توفر تلك العيون المائية أجواء جميلة يعشقها الناس بعد أن كانت مياه العيون تفيض وتسيح على وجه الأرض بكميات كبيرة وخصوصاً في الأودية التي تخترق مدينة السيح والتي اكتسبت هذا الاسم لجريان المياه فيها طوال العام.
وعرفت واحة الخرج أنها أرض مياه حيث اكتسبت اسمها منذ أقدم العصور من مضمون طبيعتها الجغرافية التي تميزت بوفرة إنتاجها الزراعي وخصوبة أراضيها وعذوبة مياهها، حيث توجد بها الكثير من الينابيع الطبيعية التي كانت تمد المزارع والمشاريع الزراعية بالمياه عبر مجموعة من القنوات والجداول المائية الجميلة.
وتعد عين الضلع الواقعة في الجنوب الغربي من مدينة السيح من أكبر العيون في المملكة إضافة إلى وجود العديد من العيون والينابيع ذات المياه المعدنية الكبريتية والتي كانت لها مكانة مهمة منذ القدم وأشهرها عين سمحة وعين أم خيسة وعين الضلع وعين فرزان.
وقد ظلت العيون المصدر الرئيس لإمدادات المياه لكافة الاستخدامات في واحة الخرج وبدأت كمياتها ومناسيبها في الانخفاض التدريجي خلال العقدين الماضيين نتيجة زيادة سحب واستهلاك المياه من الطبقة المغذية لها بعد التوسع في حفر الآبار الارتوازية من قِبل المزارعين وخاصة المشروعات الزراعية والحيوانية الكبرى والذي أدى بدوره إلى توقف التدفق الطبيعي في جميع العيون والنضوب التدريجي للعيون الأقل عمقاً التي يتراوح عمقها ما بين 5 إلى 16 متراً ثم الأكثر عمقاً.

## الأهمية الإستراتيجية
تعد مدينة السيح إحدى المدن الرئيسة والفاعلة في حاضر ومستقبل المملكة العربية السعودية وهي عاصمة الخرج الحديثة ومركزها الإداري والاقتصادي ويبلغ تعداد سكانها ما يزيد عن 376 ألف نسمة.
كما يجدر بنا التنويه بما تتمتع به هذه المدينة من خصوصيات بحكم طابعها وما تمتلكه من مزايا ومقومات حيث تعد من المناطق الغنية بكل المقومات الاقتصادية الجاذبة للاستثمار والاستيطان، ليس هذا فحسب بل ومن الموارد الطبيعية والموقع الجغرافي والكثافة السكانية وهي ولا شك عوامل تكسب هذه المدينة مناخا ناجحا للاستثمار فيما لو استغلت الاستغلال الأمثل في خلق كيان اقتصادي قوي وفاعل ومتين يكون رافداً من روافد تنويع مصادر الدخل وداعماً للناتج القومي والمحلي فضلا عن خلق فرص وظيفية للقوى البشرية الواعدة ولا سيما وهي المدينة الرديفة للعاصمة السياسية للبلاد.
وتحتضن مدينة السيح العديد من المنشآت الاقتصادية والحكومية الهامة لعل أبرزها مصانع المؤسسة العامة للصناعات العسكرية التي تعدّ المصانع العسكرية الوحيدة في الخليج العربي، وقاعدة الأمير سلطان الجوية التي تعدّ واحدة من أكبر القواعد الجوية في العالم، وتضم قاعدة الإمدادات والتموين الرئيسية للجيش السعودي قيادة منطقة الخرج والإدارة العامة للأسلحة والمدخرات والعديد من فروع القطاعات العسكرية المختلفة التابعة لوزارة الدفاع.

## الأهمية الاقتصادية
تعدّ الخرج منطقة زراعية من الدرجة الأولى إذ كانت ولا زالت سلة غذاء منذ أقدم العصور بما تنتجه من محاصيل زراعية متنوعة، وتمثل الخرج مصدر ثقل للإنتاج الزراعي حيث تنتج ما يزيد عن 26% من إنتاج الخضروات في المملكة، وتحتضن أكبر شركات ومزارع ومصانع الألبان والدواجن السعودية التي تغطي بمنتجاتها دول مجلس التعاون الخليجي والأردن مثل شركة الصافي دانون، المراعي، العزيزية، ألبان المزرعة، ألبان الخرج..

## الخرج عاصمة للألبان
تعود ريادة الخرج لصناعة وتقنية الألبان وتتويجها عاصمة للألبان هو نتاج بذرة طيبة غرسها موحد هذه البلاد الملك عبد العزيز وهي البذرة الأولى لإنتاج الألبان في المملكة عندما وجّه جلالته بإنشاء مشروع الخرج الزراعي عام 1354 هـ /.
حيث تنتج الخرج حالياً أكثر من 65 في المائة من إنتاج المملكة من الألبان وتستحوذ على أكبر مزارع ومصانع إنتاج الألبان على مستوى المملكة ودول مجلس التعاون الخليجي. 
وقد نظمت الغرفة التجارية الصناعية بالخرج مهرجان الألبان الأول تحت شعار الخرج عاصمة الألبان الذي أقيم بمدينة السيح في شهر جمادى الأولى 1429 هـ الموافق لشهر مايو 2008 م ويعدّ الأول من نوعه بالمملكة والأول خليجياً، حيث شهد إقبالاً وإعجاباً من الزوار .

## الطرق والمواصلات
الخرج تعدّ من المواقع استراتيجية الهامة على الخارطة السعودية فهي ملتقى طرق سريعة تربطها ببقية المناطق في المملكة بل والدول المجاورة
- حيث ترتبط الخرج بطريق سريع مع العاصمة الرياض ويعد أول طريق سريع بالمنطقة الوسطى وقد أنشىء عام 1980
- ويخترق الخرج الطريق السريع الذي يربط بين العاصمة ومنطقة عسير السياحية في جنوب المملكة ثم إلى جمهورية اليمن

أيضا هناك الطريق الذي يربط الخرج بالمنطقة الشرقية، ودول مجلس التعاون الخليجي، قطر والإمارات وعمان.
وهو يربط بين دول الخليج وبين منطقة عسير واليمن عبر مدينة السيح، وما بين الخرج والأحساء وهو تحت التوسعة ليكون سريعا.
- بجانب خط السكة الحديد الذي يمر عبر الخرج من الرياض إلى المنطقة الشرقية ويوجد في مدينة السيح حاليا محطة لقطارات الشحن ولوزن الشاحنات وسيتم تحويلها إلى ميناء جاف.

## آثار باقية في الأذهان
تعدّ الخرج بما فيها من آثار تاريخية وجهة مهمة للباحثين والمهتمين بتاريخ المملكة العربية السعودية ومسيرة المؤسس الملك عبد العزيز وفيها بعض الأمور التي تعدّ من مقومات السياحة في المملكة وتحتاج للنظر فيها والسعي لتحقيقها سياحة الآثار إذ يوجد بها العيد من المعالم الأثرية لعل من أهمها قصر الملك عبد العزيز التاريخي الواقع بحي العزيزية في قلب مدينة السيح وقد تم بناؤه عام 1359 ه‍ بتصميم جميل وشكل يلفت نظر الزائر لوسط مدينة السيح حيث يتكون من خمس وحدات متماثلة من حيث التصميم ومواد البناء وعدد الطوابق يبلغ طول الوحدة 30 م وقد تم ترميم القصر مؤخراً.
ومن القصور التاريخية التي تزخر بها الخرج «قصر أبو جفان» الواقع شرق مدينة السيح، وقد بُني في عهد الملك عبد العزيز عام 1366 ه‍ وقد كان الغرض من بنائه ليكون استراحة للقادمين من المنطقة الشرقية واستراحة لحجاج بيت الله الحرام، وهو لا يزال مفتوح للزيارة حيث يأتي إليه العديد من الزوار لالتقاط الصور.
وتزخر مدينة الدلم التي تعدّ عاصمة الخرج التاريخية بالعديد من المعالم الأثرية وشهدت العديد من المعارك التاريخية ومنها معركة حامية الوطيس بين الملك عبد العزيز وابن رشيد -
وتعدّ بلدة اليمامة الواقع في شمال مدينة السيح من أقدم البلدان في الجزيرة العربية ويقع في الركن الشمالي الشرقي للبلدة واحدة من أقدم المستوطنات وتسمى (البنة) وهي جزء من المستوطنة القديمة التي كانت توجد في هذا المكان قبل الإسلام، وقد وجد في الموقع مجموعة من الفخار المتنوع تدل على استيطان زمني يمتد من منتصف الألف الثالث قبل الميلاد حتى القرن الخامس الهجري كما عثر في الموقع على ثلاث قطع من العملة القديمة وعلى أدوات زينة مصنوعة من الفضة والبرونز .
وتعد بلدة السلمية الواقعة في شمال مدينة السيح - حاضنة أوقاف آل سعود في الخرج.. وتحتضن العريش الملكي الخاص بالملك عبد العزيز.
- الضبيعة، بناها بنو ضبيعة بن قيس بن ثعلبة ومنهم الحارث بن عباد وهي من أقدم البلدان في الخرج .

## أهم مدن الخرج وقراها
- مدينة السيح
  - مركز الهياثم
- مركز نعجان
  - مركز الضبيعة
  - مركز اليمامة
  - مركز السلمية
  - مركز الناصفة
  - مركز التوضحية
  - مركز الرفيعة
  - مركز الوسيطى
  - مركز الحريدي
  - مركز البرة
  - مركز الرفايع
  - مركز البدع القديم
  - مركز البدع الجديد
  - مركز السلطانية
  - مركز الرغيب
  - مركز ماوان
  - مركز الخبي
  - مركز العين
  - مركز الحزم
  - مركز الرفايع
  - مركز المحمدي

## التعليم العالي
- تعدّ جامعة سطام[9] بن عبد العزيز بالخرج من أحدث الجامعات السعودية حيث كانت كلياتها تابعة لفرع جامعة الملك سعود في الخرج إلى أن صدر الأمر السامي الملكي الكريم في رمضان 1430 هـ (2009) على إنشاء جامعة مستقلة في الخرج مقرها مدينة السيح ويتبعها جميع الكليات الجامعية من كل من السيح والدلم ووادي الدواسر والحوطة والإفلاج والحريق والسليل وبذلك يكون مجموع الكليات التابعة لجامعة سطام بن عبد العزيز 21 كلية وتضم من التخصصات الطب والصيدلة والهندسة والعلوم الإنسانية والطبيعية والحاسب والإدارة والقانون.

## الأندية الرياضية
يشرف مكتب الهيئة العامة للرياضة بالخرج على عشرة أندية هي:
- الشعلة
- الكوكب
- الشرق
- التوباد
- الوادي الأخضر
- الفرع
- السد
- السلمية
- الصحاري
- اليمامة